# My Girl
My Girl (hangul: 마이걸 Mai Geol) – południowokoreański serial telewizyjny emitowany na antenie SBS. Serial był emitowany w środy i czwartki o 21:55, od 14 grudnia 2005 do 2 lutego 2006 roku, liczy 16 odcinków. Główne role odgrywają w nim Lee Da-hae, Lee Dong-wook, Lee Joon-gi i Park Si-yeon. Romantyczna komedia była hitem, najwyższa oglądalność wyniosła 24,9%. Aktorom Lee Da-hae, Lee Dong-wook i Lee Joon-gi status gwiazd Hallyu.

## Opis fabuły
Pochodząca z Czedżu Joo Yoo-rin (Lee Da-hae) mieszka ze swoim ojcem, który jest uzależniony od hazardu. Z powodu długów ojca, Yoo-rin stała się szczególnie dobra w kłamaniu i scamie. Kiedy jej ojciec ucieka z wyspy przed swoimi dłużnikami, Yoo-rin decyduje sama się utrzymywać i spłacić długi. Pewnego dnia spotyka Seol Gong-chana (Lee Dong-wook), jedynego spadkobiercę L'Avenue Hotel Fortune. Mężczyzna prosi ją, by udawała jego zaginioną kuzynkę, której od dawna poszukuje jego dziadek. Dziewczyna zgadza się, jednak szybko okazuje się, że uczucie rodzące się między nimi może stanąć na przeszkodzie ich planowi. Historia przedstawia poszukiwania zaginionej kuzynki, jak i miłosne perypetie czwórki bohaterów.

## Obsada

### Główna
- Lee Da-hae jako Joo Yoo-rin
- Lee Dong-wook jako Seol Gong-chan
- Lee Joon-gi jako Seo Jung-woo
- Park Si-yeon jako Kim Se-hyun

### W pozostałych rolach
- Jo Kye-hyung jako Ahn Jin-gyu
- Hwang Bo-ra jako Ahn Jin-shim
- Byun Hee-bong jako Seol Woong (dziadek Gong-chana)
- Ahn Suk-hwan jako Jang Il-do
- Choi Ran jako Bae In-sun
- Lee Eon-jeong jako Yoon Jin-kyung
- Kim Yong-rim jako Jang Hyung-ja (matka Jung-woo)
- Jung Han-heon jako Joo Tae-hyung (ojciec Yoo-rin)
- Oh Ji-young jako asystent Se-hyun
- Han Chae-young jako Choi Ha-na (prawdziwa wnuczka, cameo)
- Jae Hee jako Lee Mong-ryong (mąż Ha-na, cameo)

## Oglądalność
| No. | Data emisji | Oglądalność (Kraj) |
| --- | ----------- | ------------------ |
| 1   | 2005.12.14  | 14,6%              |
| 2   | 2005.12.15  | 15,7%              |
| 3   | 2005.12.21  | 16,5%              |
| 4   | 2005.12.22  | 18,8%              |
| 5+6 | 2005.12.28  | 20,3%              |
| 7   | 2006.01.04  | 22,8%              |
| 8   | 2006.01.05  | 23,3%              |
| 9   | 2006.01.11  | 21,3%              |
| 10  | 2006.01.12  | 24,1%              |
| 11  | 2006.01.18  | 21,0%              |
| 12  | 2006.01.19  | 24,3%              |
| 13  | 2006.01.25  | 21,1%              |
| 14  | 2006.01.26  | 23,5%              |
| 15  | 2006.02.01  | 23,2%              |
| 16  | 2006.02.02  | 24,9%              |